# Fädernearvet
Fädernearvet (Ժառանգություն Zjarangutiun) är ett västvänligt mittenparti i Armenien, lett av landets tidigare utrikesminister Raffi Hovannisian. 
Partiet ställde 2007 upp i sitt första parlamentsval. Fädernearvet erövrade då 5,81 % av rösterna och sju mandat och blev därigenom Armeniens femte största parti.